# زبان مندایی
زبان مَندایی (عربی: ٱلْمَنْدَائِيَّة) زبانی است که در بین منداییان رواج دارد. در خوزستان ایران و جنوب عراق گویشور دارد و از زبان‌های در خطر انقراض می‌باشد.